# Gonimbrasia osiris
Gonimbrasia osiris is een vlinder uit de familie nachtpauwogen (Saturniidae). De wetenschappelijke naam van deze soort is voor het eerst geldig gepubliceerd in 1896 door Druce.
De soort komt voor in tropisch Afrika.